# 葉珩
葉珩（1487年—？），字鳴玉，號梅麓（或梅峰），福建興化府莆田縣人，民籍，明朝政治人物。

## 生平
弘治十七年（1504年）甲子科福建鄉試第七十七名舉人，正德十二年（1517年）中式丁丑科會試第十二名，二甲第五名進士。戶部觀政，授工部主事，改禮部主事，升員外郎，出為河南按察司僉事，調江西僉事，升山東副使，調廣西副使，升雲南布政使司右參政，嘉靖十八年（1539年）十月升雲南按察使，二十年（1541年）四月升貴州左布政使，二十一年（1542年）六月被督木都御史戴金論劾，被革職。

## 家族
曾祖葉懷敬；祖父葉體儀；父葉忠，母雍氏。